# Orada
Orada is een plaats (freguesia) in de Portugese gemeente Borba en telt 878 inwoners (2001).